# Mechels halfke

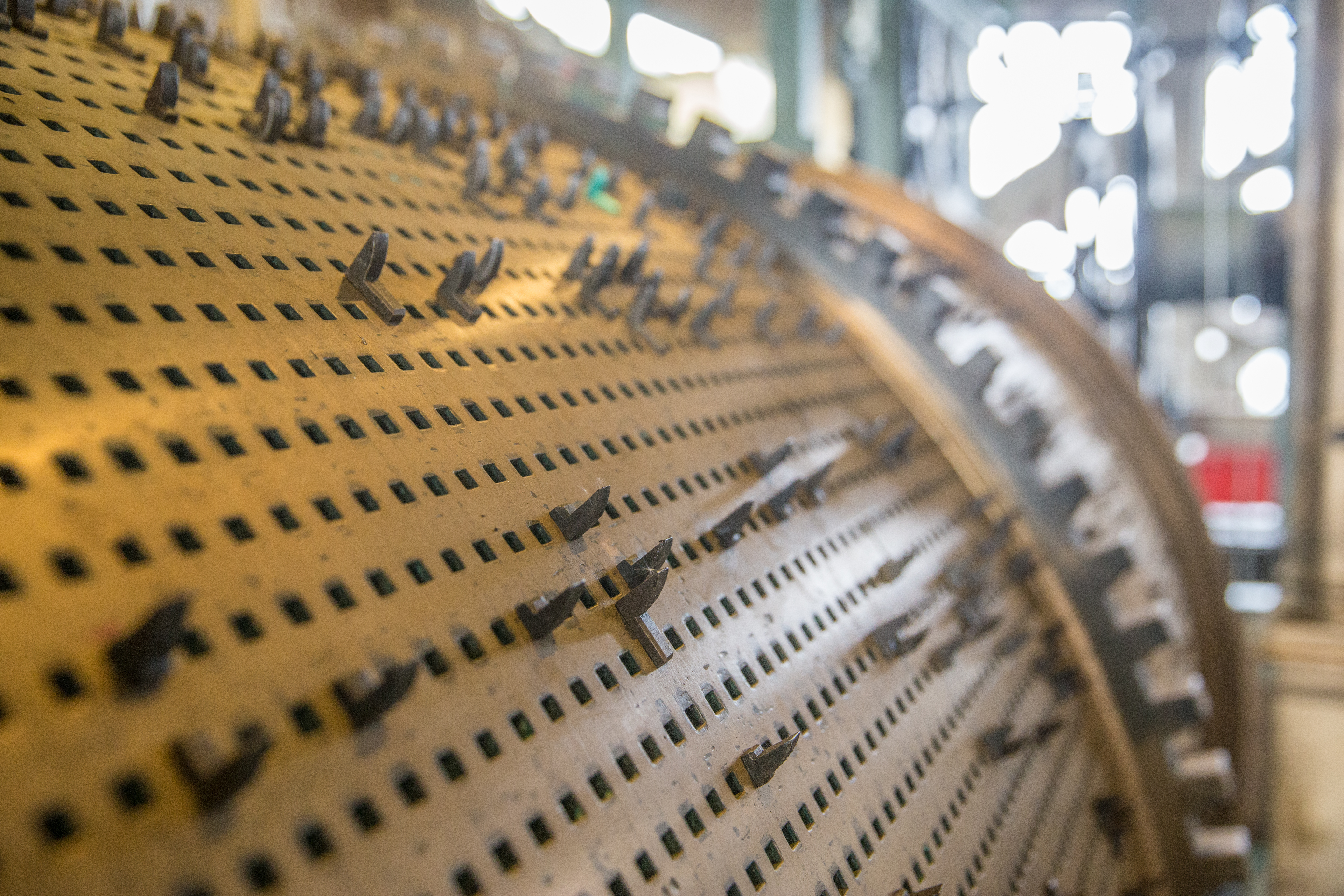
Het Mechels halfke op de speeltrommel van de beiaard in de Sint-Romboutstoren.

Het Mechels halfke is een kort melodietje op de speeltrommel van de beiaard in de Sint-Romboutstoren in Mechelen. Om het half kwartier - dus om 7,5 na het uur, 7,5 voor het half uur, 7,5 na het half uur en 7,5 vóór het uur - speelt een andere melodie. Hierdoor kan de Mechelaar op het gehoor weten hoe laat het is. Het systeem dateert uit de tijd van Keizer Karel. Voor de mensen was de klokkentoren van de Sint-Romboutskathedraal de enige referentie van tijd.
De halfkes weerklonken eeuwenlang in het centrum van Mechelen, tot de invoering van de elektronisch gestuurde klok. Sinds 2003, na een aanpassing van het systeem, is het halfke weer te horen.